# Coleta (Illinois)
Coleta es una villa ubicada en el condado de Whiteside en el estado estadounidense de Illinois. En el Censo de 2010 tenía una población de 164 habitantes y una densidad poblacional de 158,3 personas por km².

## Geografía
Coleta se encuentra ubicada en las coordenadas 41°54′20″N 89°48′18″O / 41.90556, -89.80500. Según la Oficina del Censo de los Estados Unidos, Coleta tiene una superficie total de 1.04 km², de la cual 1.04 km² corresponden a tierra firme y (0%) 0 km² es agua.

## Demografía
Según el censo de 2010, había 164 personas residiendo en Coleta. La densidad de población era de 158,3 hab./km². De los 164 habitantes, Coleta estaba compuesto por el 100% blancos, el 0% eran afroamericanos, el 0% eran amerindios, el 0% eran asiáticos, el 0% eran isleños del Pacífico, el 0% eran de otras razas y el 0% pertenecían a dos o más razas. Del total de la población el 0% eran hispanos o latinos de cualquier raza.